# Acromyrmex disciger
Acromyrmex disciger är en myrart som först beskrevs av Mayr 1887.  Acromyrmex disciger ingår i släktet Acromyrmex och familjen myror. Inga underarter finns listade i Catalogue of Life.